# كأس الاتحاد الصيني 2003
كأس الاتحاد الصيني 2003 (بالصينية: 2003年中国足协杯) هو موسم من كأس الاتحاد الصيني. كان عدد الأندية المشاركة فيه 32، وفاز فيه نادي بكين سينوبو غوان.